# Adjekció
Az adjekció (görögül katapleonaszmon, latinul adiectio, jelentése hozzátoldás, bővítés) a retorika egyik stílusalakzatokat létrehozó művelete. Egy új, addig a jelenségegészhez nem tartozó alkotórész, nyelvi elem hozzátoldása az egészhez. A bővítés, a kiegészítés a nyelv valamennyi szintjén érvényesülhet.

## Esetei
A klasszikus retorikában ennek megfelelően van adjekciós hangalakzat, szóalakzat, mondatalakzat, gondolatalakzat. A neoretorikában: metaplazmus, metaszeméma, metataxis, metalogizmus.
A bővítés, hozzátoldás kerülhet a szó vagy mondat elejére (protézis=appozíció), közepére (epentézis), végére (paragogé).

### Affixáció
Valamely affixum, tehát igekötő, rag, jel, képző hozzátoldásával keletkező hangalakzat.

### Anadiplózis
Az anadiplózis (görögül anadiplószisz, jelentése kettőzés) a klasszikus retorika ismétlésen alapuló alakzata; a reduplicatio sajátos változata, valamely szövegrész végének ismétlődése a rá következő egység elején; Képlete: (…a || a …); Például:
"A magyarok istenére
Esküszünk,
Esküszünk, hogy rabok tovább
Nem leszünk"
(Petőfi Sándor: Nemzeti dal);
"Mintha mondaná, hogy
Ki meri? ki hallja?…
Ki meri? ki hallja? és talán ki bírja…?"
(Arany János: Stanzák „Mátyás dalünnepe” eposzi kísérletből);
"s várost már előbb megúntam
megúntam völgyet és tetőket"
(Babits Mihály: Spleen);
"Száz alakban százképpen látlak,
Látlak Ruthnak és Delilának,
Látlak mindenkinek."
(Ady Endre: Ruth és Delila);
"Megjártam a hadak útját,
Nem tartottam lovam száját,
Nem tartottam lovam száját,
Most siratom magam baját."
(Megjártam a hadak útját)
Komplex retorikai eszközként hangsúlyossá teszi a szöveget, például:
"(Deák Ferenc fellép egy eszmével)…és ez eszmét nemzetével mégis el tudja fogadtatni, el tudja fogadtatni mind a mellett, hogy az eszme felállításával maga is ellentétbe jő az ő saját múltjával…s ezt a nemzettel mégis el tudta fogadtatni, elfogadtatni, mint üdvöt azt, amiben nemzedékről nemzedékre negyedfél századon át mindég kárhozatot talált: ah kérem ez oly óriási észerőnek, oly értelmi prepotentiának bizonyítványa, amely valóban bámulatot kelt."
(Kossuth Lajos levele Helfy Ignácnak. 1876. február 4.)
Az anadiplózis egyik változata az epiploké, ahol is egy új gondolatsor előtt megismétlődik korábbi vége.

### Anafora
Az anafora (görögül anaphora, jelentése visszahozás):
- Általában a szöveg szintjén érvényesülő jelenség, amely akkor áll fenn, ha a megnyilatkozás valamely eleme egy korábbi nyelvi jelenségre visszautal. Lehet totális (nevek, főnevek ismétlődései, nominalizáció) vagy részleges visszautalás (tematikus jellegű; nem-faj, egész-rész stb. viszonyon alapuló), mint például Illyés Gyula verse, az Egy mondat a zsarnokságról
- A stilisztikában az anafora ismétlésen alapuló alakzat, amelyben az ismétlődő nyelvi egység (szó, szintagma, mondatszerkezet) az egymást követő mondatok, verssorok, versszakok, fejezetek elején találhatók. Képlete: (a… || a… || a…); például:

"Milyen volt szőkesége, nem tudom már…
Milyen volt szeme kékje, nem tudom már,
Milyen volt hangja selyme, sem tudom már…"
(Juhász Gyula: Milyen volt…)
"Neve: szolgálj és ne láss bért.
Neve: adj pénzt és ne tudd mért,
Neve: halj meg más javáért,
Neve szégyen, neve átok:
Ezzé lett magyar hazátok"
(Vörösmarty Mihály: Országháza)
"Csak azt tudom, hogy fújnak a szelek
Csak azt tudom, hogy mint a gondolat
Csak azt tudom, hogy tisztult árnya mély
Csak azt tudom, hogy búsak az utak…"
(Kosztolányi Dezső: Mélyek a kutak)
"Én rajtam jutsz a kínnal telt hazába
én rajtam át oda, hol nincs vigasság
rajtam a kárhozott nép városába"
(Dante: Isteni színjáték)
- A klasszikus retorikában az anafora ismétlésen alapuló gondolatalakzat; az egymást követő szövegegységek elején álló ismétlés. Például:

"Isten egy szívnek egy kebelt teremte; így egy embernek egy hazát.(…) Azért kell minden egyes embernek saját hazájaért munkálni; Azért kell szerelme egész erejét hazájára függeszteni; azért kellett a legszebb, rendkívülibb tetteknek csak ily szerelem kútfejéből származhatni. Egész világért, egész emberiségért halni: azt az isten teheté; ember meghal háznépeért, ember meghal hazájaért: haladó szív többet meg nem bír."
(Kölcsey Ferenc: Mohács)
"Köszönjük neki a példaadást arra, milyen emberré kell válnia a magyarnak, s méltó embervoltunkban milyen magyarrá kell továbbfejlődnünk. Köszönjük neki a méltó hazát s a népek hazáját, Európát, melyet úgy szerzett meg, hogy szellemünk határait a végtelenségig terjesztette. Köszönjük neki ezt a nemes hódítást s azt s vigasztaló dicsőséget, hogy volt pillanat, amidőn Európa hazátlanná vált eszméje Magyarországon talált menedéket, az ő szívében."
(Illyés Gyula: Babits Mihály gyászbeszéde).
Az anafora egyik speciális formája az ellipszis, ellentéte: a katafora, változatai: az epibolé, az epanafora.

### Annomáció
Az annomáció ismétlésen alapuló alakzat, csekélyebb mértékű, részleges megfelelés. Előfordulhat a szótestben (etimologikus szójáték: paronomázia; azonos tövekkel figura etymologica) és a jelentésben. Az előbbi a hangzásbeli megváltozástól a ragok változásán át (polyptoton) az egész szótest megváltozásáig terjedhet. Hangzásbeli összecsengés, például:
"E siralmot és sírhalmot
Ki elsőben szerzette
Kimúlását s számadását
Gyakorta emlegette."
(Nyéki Vörös Mátyás: Siralom az halandóságról);
"S a nép, az istenadta nép
Oly boldog rajta, Sire!
Kunyhói mind hallgatva, mint
Megannyi puszta sír."
(Arany János: A walesi bárdok)

### Cacemphaton
A cacemphaton (görögül kakemphaton, jelentése rosszul hangzó) a klasszikus retorikában hangalakzat, mely két szó közös határán – összeolvasva a záró és kezdő szótagokat – rosszul hangzó (illetlen jelentésű) szót ad. Pl.
"Bírta szívem' már hű szerelemre,-
tudhatta, közöttünk nem vala gát"
(Arany János: Tetemre hívás)
A neoretorikában a metaplazmus egyik esete.

### Concatenatio
- A concatenatio a klasszikus retorikában adjekciós alakzat, az anafora válfaja. Egy szó (szóelem) megismétlődése nem csupán a következő sor elején, hanem a versszöveg további részében, fokozásként, amplifikációként. Pl.:

"Halljátok, halljátok, ti forgandó egek
Halljátok, híveim, égbeli seregek,
Halld meg föld és világ, és világi vizek,
az én mondásomat, és ti nagy tengerek"
(Zrínyi Miklós: Szigeti veszedelem)
- A concatenatio morfológiai adjekciós alakzatként derivatio, amelyben a szótő ismétlődik meg más toldalékokkal, vagy az etimologikus tő ismétlődik. Például:

"Törekedjél ismeretekre! de ismeretekre, melyek ítélet és ízlés által vezéreltetnek. E vezérlet híjával sok ismeret birtokába juthatsz ugyan, hanem ismereteid hasonlók lesznek a szertelen sűrű vetéshez, mely gazdagnövésű szálakat hoz mag nélkül."
(Kölcsey Ferenc: Parainesis Kölcsey Kálmánhoz)

### Contaminatio
Olyan szóalkotásmód, amelyben két rokon értelmű szó eleje, illetve vége rántódik össze.

### Dierézis
A dierézis (görögül dieresis, latinul divisio, jelentése szétválasztás):
- adjekciós morfológiai alakzat; két hang, például egy diftongus (kettőshangzó) két önálló magánhangzóra alakul át, ill. gyakrabban egy szótaggá válik, gyakran metrikai okokból. Például a teszel helyett tész, leszel helyett lész:

"Mindenek fölött
Légy hű magadhoz: így, mint napra éj,
Következik, hogy ál máshoz se léssz."
(Shakespeare: Hamlet)
- verstani fogalom, sormetszet, amely lehet az ütemet, verslábat kettévágó (cezúra); vagy az ütemet, verslábat érintetlenül hagyó: dierézis.

"Régi dicsőségünk, || hol késel az || éji homályban?"
(Vörösmarty Mihály: Zalán futása)
Ebben az esetben az első metszet cezúra, a második dierézis.

### Ectasis
Az ectasis a klasszikus retorikában hangalakzatot létrehozó adjekciós eljárás; magánhangzó megnyújtása egy szótagban. A köznyelvben: pósta, kőrút stb. ejtése; például:
"Fél zsemlére, pohár téjre
nagyokat sohajta"
(Arany János: A tudós macskája)
"Mit tész’, a’ mikoron még az szenvedni tudatlan
Dolgok is érzékenységet mútatnak hozzá?"
(Baróti Szabó Dávid: Dafnis)
langy téa beteg idegemnek
(Kosztolányi Dezső: Boldog, szomorú dal)

### Epentézis
Az epentézis (latinul epenthesis) adjekciós hangalakzat; egy szóközi új hang betoldása. A köznyelvben is előfordul a szorgalmas helyett szorgalmatos, érzem helyett érezem használatakor; például:
"Nem is adtam a lelkemet bérbe;
Négy garajcár úgyse sokat érne."
(Arany János: Nemzetőr-dal)
"Kárhozattyák ugyan az Holdot ülleni,
Az Napot javalnák inkább becsülleni…"
(Gyöngyösi István: Thököly Imre és Zrínyi Ilona házassága).

### Epiploké
Az epiploké az anadiplózisnak a szöveg egészén végigvitt fajtája; minden új gondolatsor előtt megismétlődik a korábbi gondolatsor vége. Például:
"Lefekszem. Óh ágyam,
Óh, ágyam, tavaly még
Tavaly még más voltál.
Más voltál: álom-hely,
Álom-hely, erő-kút,
Erő-kút, csók-csárda,
Csók-csárda, vidámság,
Vidámság. Mi lettél?"
(Ady Endre: Az ágyam hivogat);
"Első raj méhömnek gyönge lépecskéje,
Gyönge lépecskének sárguló viasza,
Sárog viaszának fődön futó füstje,
Fődön futó füstje s mennybe ható lángja!"
(Júlia szép leány)

### Figura etymologica
Lásd Figura etymologica.

### Hangnyújtás
A hangnyújtás (emfatikum) adjekciós morfológiai alakzat; egy rövid szótag megnyújtott alakban történő használata: például:
"Csillag esik, föld reng: jött éve csudáknak!
Ihol én, ihol én pőrölyje világnak!"
(Arany János: Buda halála)

### Paragogé
A paragogé (latinul paralempsis) az adjekció egyik esete, utólagos betűk hozzátoldása egy szóalakhoz. Előfordul a köznyelvben, a nyelvjárásokban is, például a majdan az ottan szóalakokban. Az irónia eszközeként a szépirodalomban:
"Egyik hiszi eztet, aztat,
Másik hiszi aztat, eztet…"
(Karinthy Frigyes: Az emberke tragédiája)

### Paronomázia
A paranomázia (jelentése megnevezés) az adjekció egyik alakzata, az annomáció egyik fajtája. A klasszikus retorikában a részleges ismétlésen alapuló gondolatalakzat, melyben valamely szót hasonló hangzású vagy azonosan hangzó, de részben eltérő jelentésű szó követ. Az ismétlés gyakorisága és módosulása szerint különböző csoportjai vannak, a badí számos fajtáját ismeri. Például:
"Félté, nem félvén maga, a’ nagy nemzeti zászlót."
(Vörösmarty Mihály: Zalán futása);
"Ilyen eset még nem esett magyar ember házán…"
(Arany János: Pázmán lovag);
"Könnyű, erős-
ismerős-
hova tüntél
tündér?"
(Kosztolányi Dezső: Vers);
"Aj, e nő-kebelű Lidi óta
A Jenőke belül idióta,
udvarolgat,
’jába lepi sálom,
udvaron gatyába lep is álom…"
(Weöres Sándor: Végrím)

### Polyptoton
A polyptoton ismétlésen alapuló stílusalakzat, melyben a ragformák változatai játszanak szerepet. Gyakran anaforával együtt fordul elő, például:
"Ő e honért, e honnal s honnak él,-
Örömeit, búját zengvén, ha dalra kél."
(Arany János: A költő hazája)

### Protézis
A protézis (latinul prothesis vagy appositio, jelentése elébe helyezés) az adjekció egyik esete, retorikai-stilisztikai alakzat.
- Egy hang vagy egy szótag szó eleji elhelyezését, hozzáadását jelenti. Köznyelvben is, a szépirodalmi példákban is gyakori a névmásokban; nyomatékosít: például az énvelem, minálunk stb. szóalakokban, ill.:

"Pályámnak társai,
Tinéktek szentelem"
(Petőfi Sándor: Az első dal)
"Költészetem izzik terajtad"
(Kosztolányi Dezső: A fekete asszonyhoz)
- Az adjekció érvényesül szintaktikai szinten is. Valamely név, fogalom, vagy esemény előtt – sokszor a dicsőítés szándékával – feleslegesen halmozott szószerkezetek, mondatok hozzáadását, elhelyezését jelenti. Lehet a fokozás eszköze is. Az esetek többségében szolecizmus (tautológia). Középkori szövegekben, a romantika szépprózájában gyakori alakzat, például:

"Oh szűzlő szép szemek, csillogozó fényességgel csillagozván. Oh, rózsálló piros tündeklő szép orcák. Oh, arany színnel fénylő szép sár hajak. Oh, mézi édességgel folyó édeslő szép ajakak."
(Nagyszombati kódex)
"Ami volt a púni népnek Carthago, az Izraelnek Jéruzsálem, a keresztény világnak a szent föld, a franciáknak Párizs, az oroszoknak Moszkva, az olasznak Róma -az volt minekünk Budavár."
(Jókai Mór: A kőszívű ember fiai)

### Reduplicatio
A reduplicatio (jelentése kettőzés) szóképzési vagy szóalak-változtatási művelet. Például:
"Szájtátva álltam, s a boldogságtól föl-fölkiabáltam,
az égbe bál van…"
(Kosztolányi Dezső: Hajnali részegség);
"…s így állok, fönt, fönt rohanó magasban,
legfelső torony, tornyok tetején"
(Szabó Lőrinc: Mind-egy)
Sajátos változata az anadiplózis.